# Nenkovo, Kărdjali
Nenkovo (în bulgară Ненково) este un sat în comuna Kărdjali, regiunea Kărdjali,  Bulgaria. 

## Demografie
Componența etnică a satului Nenkovo
     Turci (99,22%)
     Nicio identificare (0,77%)
     Altele (0%)
La recensământul din 2011, populația satului Nenkovo era de 129 locuitori. Din punct de vedere etnic, majoritatea locuitorilor (99,22%) erau turci. Pentru 0,77% din locuitori nu este cunoscută apartenența etnică.